# Nauru na letnich igrzyskach olimpijskich
Olimpijska reprezentacja Nauru zadebiutowała podczas igrzysk w Atlancie w 1996 roku. Od tego czasu Nauruański Komitet Olimpijski wystawia swoją reprezentację na każde letnie igrzyska olimpijskie.
W 1996 reprezentacja Nauru liczyła dwóch zawodników. Cztery lata później w Sydney reprezentacja liczyła dwóch sportowców, a na następnych igrzyskach w 2004 – trzy osoby. W Pekinie w 2008 roku Nauru było reprezentowane przez jednego zawodnika, a w Londynie wystartowało dwóch sportowców z tego kraju. Startujący w Londynie judoka Sled Dowabobo jest pierwszym olimpijczykiem ze swego kraju, który wystartował w innej dyscyplinie niż podnoszenie ciężarów (do 2008 roku Nauruańczycy rywalizowali wyłącznie w tej dyscyplinie). 
Marcus Stephen, nauruański olimpijczyk, wystartował  podczas igrzysk olimpijskich w Barcelonie reprezentując barwy Samoa (Nauru nie było wówczas jeszcze członkiem MKOl-u, a Stephen nie mógł startować w barwach swojego kraju). Po przyjęciu Nauruańskiego Komitetu Olimpijskiego do MKOl-u w 1994 roku, powrócił on do swojej ojczystej reprezentacji.
Do tej pory Nauruańczycy nie zdobyli żadnego medalu.

## Tło
Nauru jest małą, owalną wyspą, położoną w południowo-zachodniej części Oceanu Spokojnego, odległą od równika o około 42 kilometry. Zajmuje powierzchnię 21,3 km kwadratowych i jest zamieszkiwana przez ok. 9,5 tysiąca mieszkańców (2012). Przez wiele lat główną gałęzią gospodarki tego kraju było wydobywanie fosforytów, dzięki czemu w latach 60. i 70. XX wieku Nauru było jednym z najbogatszych państw na świecie. Później jednak złoża zaczęły się wyczerpywać. Obecnie (2014) krajowa gospodarka jest uzależniona od pomocy australijskiego rządu.
Pierwsze rozmowy na temat utworzenia Komitetu Olimpijskiego na Nauru odbyły się w marcu 1990 roku. Uczestniczyło w nich dwóch nauruańskich polityków Ruben Kun i Lawrence Stephen (ojciec Marcusa Stephena) oraz: Seiuli Paul Wallwork, Tamás Aján i Paul Coffa. Rok później, w marcu 1991 roku pod kierownictwem Vinsona Detenamo, utworzono Nauruański Komitet Olimpijski. Międzynarodowy Komitet Olimpijski uznał jego członkostwo trzy lata później, tj. 4 sierpnia 1994 r. podczas 105. sesji MKOl-u w Paryżu. Od tegoż roku Komitet Olimpijski Nauru zgłasza reprezentacje kraju do udziału w najważniejszych imprezach międzynarodowych, takich jak igrzyska Wspólnoty Narodów, czy igrzyska olimpijskie. 
Nauruański Komitet Olimpijski zajmuje się także organizacją udziału reprezentacji w Igrzyskach Wspólnoty Narodów. W całej historii startów na tej imprezie, NNOC wysłał 33 zawodników. 
Najbardziej utytułowanym sportowcem z tego kraju jest sztangista i prezydent Nauru w latach 2007–2011, Marcus Stephen. Ośmiokrotnie brał udział w mistrzostwach świata – od 1989 do 1999. Jego największym osiągnięciem było zajęcie drugiego miejsca w podrzucie w kategorii 62 kg podczas mistrzostw świata w Atenach w 1999. Ponadto Yukio Peter w 2005 roku zdobył tytuł wicemistrza globu w podrzucie w kategorii do 77 kilogramów (w dwuboju zajął czwarte miejsce, uzyskując 155 kilogramów w rwaniu i 193 w podrzucie).
Największe sukcesy sportowcy z tego kraju osiągają na igrzyskach Wspólnoty Narodów. W całej historii startów reprezentacja ta zdobyła 28 medali. Ponadto sportowcy z Nauru osiągają sukcesy w Igrzyskach Pacyfiku (w całej historii startów zdobyli 142 medale).

## Reprezentanci Nauru podczas letnich igrzysk olimpijskich

### Atlanta 1996
Mimo iż był to pierwszy start reprezentacji Nauru na igrzyskach, na poprzednich igrzyskach – w Barcelonie w 1992 roku Marcus Stephen wystąpił w barwach Samoa. Ówcześnie Narodowy Komitet Olimpijski Nauru nie był jeszcze zatwierdzony przez MKOl (stało się to dopiero w 1994 roku), a Stephen musiał wystąpić w barwach innego kraju. Wówczas udzielono mu tymczasowego obywatelstwa Samoa i w jego barwach wystąpił w Barcelonie, gdzie zajął 9. miejsce w kategorii do 59 kilogramów.
Reprezentacja Nauru na igrzyskach w Atlancie liczyła trzech zawodników, którzy startowali w 1 spośród 27 rozgrywanych dyscyplin. Chorążym reprezentacji był sztangista Marcus Stephen. Najmłodszym przedstawicielem tego państwa na Letnich Igrzyskach Olimpijskich 2004 był 17-letni sztangista Quincy Detenamo, a najstarszym przedstawicielem był niespełna 27-letni Stephen, z którym wiązano największe nadzieje, gdyż był on najbardziej utytułowanym ze startujących w Atlancie Nauruańczyków.
Najlepsze miejsce wśród nauruańskich sportowców zajął Quincy Detenamo, który startując w kategorii do 76 kilogramów uplasował się na 20. miejscu (osiągnął 252,5 kg w dwuboju). Inny nauruański sztangista, Gerard Garabwan, zajął 24. miejsce w kategorii do 91 kilogramów (uzyskał 265 kg w dwuboju), zaś Stephen, nie zaliczył rwania i został niesklasyfikowany.
Zawodnicy
| Miejsce              | Zawodnik             | Konkurencja          | Rezultat             |
| Podnoszenie ciężarów | Podnoszenie ciężarów | Podnoszenie ciężarów | Podnoszenie ciężarów |
| -------------------- | -------------------- | -------------------- | -------------------- |
| 20.                  | Quincy Detenamo      | - 76 kg mężczyzn     | 252,5 kg (dwubój)    |
| 24.                  | Gerard Garabwan      | - 91 kg mężczyzn     | 265 kg (dwubój)      |
| DNF                  | Marcus Stephen       | - 59 kg mężczyzn     | DNF                  |

### Sydney 2000
Na igrzyskach w Sydney reprezentacja Nauru liczyła dwoje zawodników, którzy startowali w 1 spośród 28 rozgrywanych dyscyplin. Ponownie chorążym reprezentacji był Marcus Stephen. Na tych igrzyskach wystartowała pierwsza kobieta – Sheeva Peo (nazwisko po mężu Sheeva Peo-Cook). Cherico Detenamo miał być pierwszym lekkoatletą nauruańskim, który wystąpiłby na igrzyskach, jednakże nie stanął na starcie eliminacji biegu na 100 metrów.
Startujący już po raz trzeci na igrzyskach Marcus Stephen zajął 11. miejsce w kategorii do 62 kilogramów (uzyskał 285 kg w dwuboju), zaś jego koleżanka z reprezentacji zajęła 10. miejsce w kategorii powyżej 75 kilogramów (z wynikiem 220 kilogramów w dwuboju).
Zawodnicy
| Miejsce              | Zawodnik             | Konkurencja          | Rezultat             |
| Podnoszenie ciężarów | Podnoszenie ciężarów | Podnoszenie ciężarów | Podnoszenie ciężarów |
| -------------------- | -------------------- | -------------------- | -------------------- |
| 10.                  | Sheeva Peo           | + 75 kg kobiet       | 220 kg (dwubój)      |
| 11.                  | Marcus Stephen       | - 62 kg mężczyzn     | 285 kg (dwubój)      |

### Ateny 2004
W Atenach reprezentacja Nauru liczyła troje zawodników, którzy rywalizowali tylko i wyłącznie w podnoszeniu ciężarów. Chorążym reprezentacji był sztangista Yukio Peter. Najmłodszym przedstawicielem Nauru był kuzyn startującego w Atlancie Quincy'ego Detenamo, 17-letni wówczas Itte Detenamo, a najstarszą przedstawicielką była 22-letnia Reanna Solomon.
Najlepsze miejsce wśród nauruańskich sportowców zajął Yukio Peter, który startując w kategorii do 69 kilogramów uplasował się na 8. miejscu (osiągnął 302,5 kg w dwuboju). Itte Detenamo zajął 14. miejsce w kategorii powyżej 105 kilogramów (uzyskał 347,5 kg w dwuboju), zaś Reanna Solomon zajęła 11. lokatę w kategorii powyżej 75 kilogramów (uzyskała 220 kg w dwuboju).
Zawodnicy
| Miejsce              | Zawodnik             | Konkurencja          | Rezultat             |
| Podnoszenie ciężarów | Podnoszenie ciężarów | Podnoszenie ciężarów | Podnoszenie ciężarów |
| -------------------- | -------------------- | -------------------- | -------------------- |
| 8.                   | Yukio Peter          | - 69 kg mężczyzn     | 302,5 kg (dwubój)    |
| 11.                  | Reanna Solomon       | + 75 kg kobiet       | 220 kg (dwubój)      |
| 14.                  | Itte Detenamo        | + 105 kg mężczyzn    | 347,5 kg (dwubój)    |

### Pekin 2008
Na Letnich Igrzyskach Olimpijskich 2008 reprezentacja Nauru liczyła tylko jednego zawodnika. Był nim sztangista Itte Detenamo, który podczas ceremonii otwarcia niósł flagę swojego kraju.
Itte Detenamo zajął 10. miejsce w kategorii powyżej 105 kilogramów (uzyskał 385 kg w dwuboju).
Zawodnicy
| Miejsce              | Zawodnik             | Konkurencja          | Rezultat             |
| Podnoszenie ciężarów | Podnoszenie ciężarów | Podnoszenie ciężarów | Podnoszenie ciężarów |
| -------------------- | -------------------- | -------------------- | -------------------- |
| 10.                  | Itte Detenamo        | + 105 kg mężczyzn    | 385 kg (dwubój)      |

### Londyn 2012
Na igrzyskach w Londynie reprezentacja Nauru liczyła dwóch zawodników, którzy startowali w dwóch dyscyplinach. Ponownie chorążym reprezentacji został Itte Detenamo. Na tych igrzyskach wystartował pierwszy przedstawiciel judo – Sled Dowabobo. 
Najlepsze miejsce osiągnął startujący już po raz trzeci na igrzyskach Itte Detenamo, który zajął 14. miejsce w kategorii powyżej 105 kilogramów (uzyskał 390 kg w dwuboju). Sled Dowabobo (startujący w kategorii do 73 kilogramów) spotkał się w pierwszej rundzie z Uzbekiem Navroʻzem Joʻraqobilovem, z którym przegrał. Początkowo razem z reprezentantem Gruzji, Nugzarem Tatalaszwilim, zostali sklasyfikowani ex aequo na 33. miejscu, a w wyniku późniejszej dyskwalifikacji Amerykanina Nicka Delpopolo za obecność w organizmie niedozwolonej substancji (marihuany), ostatecznie zajęli miejsce 32.
Zawodnicy
| Miejsce              | Zawodnik             | Konkurencja          | Rezultat             |
| Podnoszenie ciężarów | Podnoszenie ciężarów | Podnoszenie ciężarów | Podnoszenie ciężarów |
| -------------------- | -------------------- | -------------------- | -------------------- |
| 14.                  | Itte Detenamo        | + 105 kg mężczyzn    | 390 kg (dwubój)      |
| Judo                 |                      |                      |                      |
| 32.                  | Sled Dowabobo        | - 73 kg mężczyzn     | 32.                  |

### Rio de Janeiro 2016
Na igrzyskach w Rio de Janeiro reprezentacja Nauru liczyła dwóch zawodników, którzy startowali w dwóch dyscyplinach. Ovini Uera zajął 9.–16. pozycję w zawodach judo w konkurencji judo mężczyzn do 90 kg. Elson Brechtefeld w podnoszeniu ciężarów w konkurencji mężczyzn do 56 kg zajął 15. pozycję.

## Tabele

### Zestawienie według miejsc
Poniżej znajduje się zestawienie, które pokazuje miejsca zdobywane przez Nauruańczyków na letnich igrzyskach olimpijskich. Jeśli zawodnik brał udział w igrzyskach więcej niż jeden raz, pod uwagę brana jest najwyższa pozycja, jaką zajął podczas startów na igrzyskach.
| Lp. | Pozycja | Zawodnik        | Igrzyska     | Dyscyplina           | Konkurencja       | Data             |
| --- | ------- | --------------- | ------------ | -------------------- | ----------------- | ---------------- |
| 1.  | 8.      | Yukio Peter     | Ateny 2004   | podnoszenie ciężarów | - 69 kg mężczyzn  | 18 sierpnia 2004 |
| 2.  | 10.     | Sheeva Peo      | Sydney 2000  | podnoszenie ciężarów | + 75 kg kobiet    | 22 września 2000 |
| 2.  | 10.     | Itte Detenamo   | Pekin 2008   | podnoszenie ciężarów | + 105 kg mężczyzn | 19 sierpnia 2008 |
| 4.  | 11.     | Marcus Stephen  | Sydney 2000  | podnoszenie ciężarów | - 69 kg mężczyzn  | 17 września 2000 |
| 4.  | 11.     | Reanna Solomon  | Ateny 2004   | podnoszenie ciężarów | + 75 kg kobiet    | 22 sierpnia 2004 |
| 6.  | 20.     | Quincy Detenamo | Atlanta 1996 | podnoszenie ciężarów | - 76 kg mężczyzn  | 24 lipca 1996    |
| 7.  | 24.     | Gerard Garabwan | Atlanta 1996 | podnoszenie ciężarów | - 91 kg mężczyzn  | 27 lipca 1996    |
| 8.  | 32.     | Sled Dowabobo   | Londyn 2012  | judo                 | - 73 kg mężczyzn  | 30 lipca 2012    |